# Rede Jane
A Rede Jane, ou simplesmente Jane, oficialmente conhecida como Serviço de Aconselhamento sobre o Aborto pela Libertação da Mulher, era uma rede clandestina que operou em Chicago, Illinois, afiliada à União de Libertação das Mulheres de Chicago, entre 1969 e 1973, numa altura em que o aborto era ilegal na maior parte dos Estados Unidos da América. A organização teve início quando Heather Booth ajudou a irmã de uma amiga a obter um aborto seguro em 1965. Outras mulheres com gravidezes indesejadas começaram a contactar Booth depois de descobrirem, através de passa-a-palavra, que ela podia ajudar. Quando os pedidos superaram a sua capacidade de ajuda, ela contactou ativistas do Movimento de Libertação das Mulheres. O movimento procurou abordar o número crescente de abortos inseguros realizados por profissionais não qualificados. Dado que os abortos ilegais não eram apenas perigosos, mas também caros, os membros fundadores da rede acreditavam que podiam proporcionar abortos seguros e acessíveis às mulheres.
Inicialmente, a organização encaminhava as mulheres a médicos do sexo masculino. Depois de alguns anos, contudo, descobriram que um dos médicos mais utilizados tinha mentido em relação às suas credenciais. Isto criou um conflito no grupo, e fez com que alguns membros se fossem embora. Outros perceberam que, se um homem sem credenciais médicas podia proporcionar abortos seguros, elas também podiam aprender a fazer o mesmo. Assim, alguns membros da rede aprenderam a fazer abortos cirúrgicos, através do método de dilatação e curetagem, o mais usado. Os membros do grupo realizaram aproximadamente 11.000 abortos, a maior parte a mulheres com baixos rendimentos, que não podiam viajar para os estados onde o aborto era legal, e mulheres de cor.
Em 1972, um dos apartamentos da rede foi invadido pela polícia, e sete mebros foram presos. Cada um deles foi acusado com onze acusações de aborto e conspiração para cometer aborto, com uma pena máxima de 110 anos de prisão. A sua advogada conseguiu atrasar os procedimentos judiciais, esperando a decisão do Supremo Tribunal sobre Roe v. Wade. Como a advogada esperava, a decisão do Tribunal sobre Roe derrubou muitas restrições em relação ao aborto nos EUA e as acusações contra os membros da Rede Jane foram retiradas. Como as mulheres tinham agora acesso a abortos legais, a rede desintegrou-se pouco depois. Apesar de os abortos realisados às vezes resultarem em complicações, não existem casos documentados de que alguma mulher tenha morrido em consequência de um aborto realizado pela rede.

## Contexto Histórico
A meio dos anos 1900, o aborto era ilegal em quase todos os estados dos EUA. No estado do Illinois, na altura em que a Rede Jane foi criada, o aborto era considerado crime de homicídio. No entanto, em 1960, estimava-se que um terço das mulheres norte-americanas que não queriam mais filhos, teriam tido, pelo menos, uma gravidez indesejada até ao fim dos seus anos férteis. Nos anos 1950 e 1960, estimava-se que ocurriam entre 200,000–1.2 milhões de abortos ilegais anualmente. As mulheres muitas vezes morriam como resultado do procedimento, causa responsável por 17% de todas as mortes atribuídas ao parto e à gravidez em 1965. Mulheres com baixos rendimentos eram as mais prováveis de obter um aborto ilegal, de acordo com 8% das pessoas entrevistas em Nova Iorque, com a maioria a tentar um aborto auto-induzido e apenas com 2% a envolver médicos. Em Nova Iorque, não-caucasianas e mulheres Porto-Riquenhas eram aquelas com maior risco de morrer devido a complicações causados pelos abortos, com uma percentagem de 50% de mortes relacionadas com a gravidez, em oposição a 25% de mortes relacionadas com a gravidez de mulheres caucasianas. Nacionalmente, a taxa de mortalidade relacionada com o aborto para mulheres não-caucasianas era doze vezes maior o que a mesma taxa para mulheres caucasianas, entre os anos de 1972 a 1974.
O aborto permaneceu ilegal em cada estado até o Colorado ser o primeiro a descriminalizar o aborto, em alguns circunstâncias, em 1967. Em 1970, quatro estados—Washington, Nova Iorque, Havai, e Alaska—revogaram as leis contra o aborto, tornando-o legal até à idade de viabilidade. Viajar para estes estados para obter abortos legais era mais fácil e barato do que viajar para fora dos EUA, nomeadamente para o Reino Unido. Ainda assim, viajar para obter um aborto era muito caro para aqueles que não podiam pagar o procedimento, muito menos a viagem e alojamento.
Para aqueles que procuravam um aborto ilegal, os resultados eram mistos. Algumas mulheres tinham hemorragias, ou desenvolviam sépsis. Outras pagavam por abortos apenas para descobrir que ainda continuavam grávidas por causa de um procedimento mal feito.

## Origens

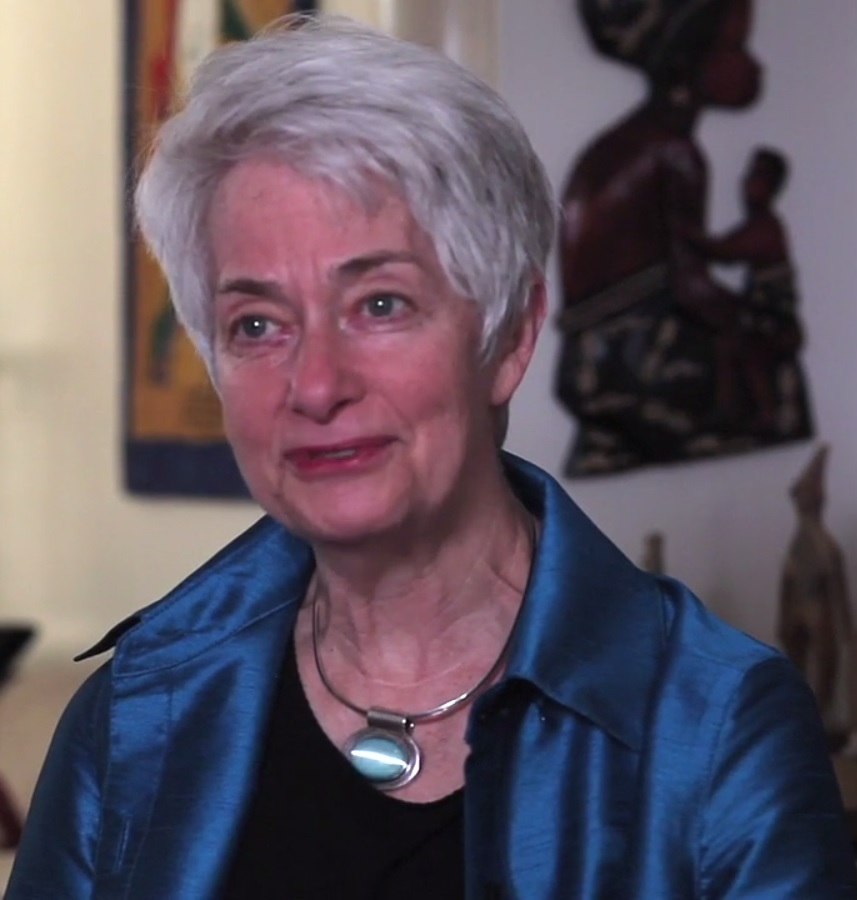
Heather Booth, fundadora da Rede Jane

Em 1965, a estudante da Universidade de Chicago Heather Booth, descobriu que a irmã de uma amiga tinha uma gravidez indesejada que a deixou perturbada e com pensamentos suicídas. Ambas as mulheres nunca tinham pensado muito sobre o acesso a abortos; a exposição à situação da irmã da amiga levou-a a considerar as restrições do aborto como injustas, dizendo, "diante de uma lei injusta, é preciso agir e desafiá-la". Para obter assistência para a irmã da amiga, Booth contactou o Comité Médico para os Direitos Humanos, que lhe deu o contacto do ativista e cirurgião T. R. M. Howard. Howard trabalhava no Centro Médico da Amizade em Chicago, e Booth enviou-lhe a irmã da amiga. Espalhou-se a notícia de que Booth era capaz de ajudar mulheres a obter abortos seguros, e ela começou a receber chamadas de outras mulheres. Conduzindo a operação sob o pseudónimo "Jane", Booth começou a receber as chamadas no seu dormitório da faculdade, dando o contacto de Howard, que cobrava 500 dólares pelo procedimento. Booth mudou depois para outro médico, a que chamavam Mike" ou "Nick".

Localização do Hyde Park, Chicago, onde a Rede Jane foi fundada

Booth continuou a referir pacientes para abortos, ao ritmo de uma por semana, principamente mulheres de baixos rendimentos e mulheres de cor. A situação continou até 1968, até ela acabar a faculdade, casar-se, engravidar e ter um emprego a tempo inteiro. Com menos tempo para dedicar à rede, ela recrutou e treinou dez outras mulheres para a ajudarem. Booth transferiu a liderança da rede para Ruth Surgal e Jody Parsons. A organização, fundada em Hyde Park, Chicago, adotou o nome Serviço de Aconselhamento sobre o Aborto pela Libertação da Mulher, proclamando que era um serviço para "todas as mulheres que queiram ter quantos filhos quiserem, quando quiserem, se quiserem". Decidiram manter o nome usado anteriormente, as mulheres que telefonavam à procura de um aborto seguro deviam perguntar por "Jane", aquele que consideravam ser "o nome de todas as mulheres". O Serviço de Aconselhamento sobre o Aborto pela Libertação da Mulher era parte do grupo União de Libertação das Mulheres de Chicago. Um membro da Rede Jane, conhecido como "Jenny", decidiu ajudar a fornecer abortos seguros por causa da sua dificuldade em conseguir um no passado. Jenny descobriu que estava grávida pouco tempo depois de ser diagnosticada com Linfoma de Hodgkin's. Ela procurou um aborto devido a preocupações com o que a radiação dos tratamentos faria ao feto, mais foi-lhe negado um pela direção do hospital. Depois de informar dois psiquiatras de que tencionava matar-se se o seu pedido não fosse concedido, o pedido foi autorizado.

## Estrutura da Rede e serviços
Os serviços providenciados pela Rede Jane espalharam-se devido ao passa-a-palavra. A organização também chegava às mulheres ao colocar anúncios pela cidade que diziam, "Estás grávida? E não queres estar? Telefona para a Jane", junto com um número de telefone. Colocaram os anúncios em jornais clandestinos que diziam, "Estás grávida? E preocupada? Telefona para a Jane". Quando telefonavam, eram redirecionadas para uma mensagem gravada, que lhes pedia para deixar o nome, número de telefone e a data da última menstruação. As mulheres eram posteriormente contactadas por um membro da Rede, que agendava uma reunião para discutir o procedimento. A Rede Jane tinha pacientes referenciadas por profissionais médicos, o que as chateava, pois os médicos quase nunca forneciam assistência. Se a mulher decidisse proseguir com o aborto, era-lhe dado acesso à "Porta da Frente". A "Porta da Frente" era um dos muitos apartamentos espalhados pela cidade que a Rede Jane arrendava. Antes do aborto, a paciente e um membro da Rede Jane encontravam-se no apartamento, onde a mulher era depois conduzida até uma segunda localização onde o aborto era realizado.
"Jenny", um dos membros, começou a pedir para estar presente no quarto onde as pacientes estavam, enquanto o procedimento era realizado, para ter a certeza de que as mulheres eram bem tratadas. Jenny era muito crítica de como a sua saúde tinha sido lidada por homens quando ela estava grávida e com cancro, dizendo "Durante toda a experiência, não houve nenhuma mulher envolvida. Foram os homens – os médicos, a direção do hospital – que controlaram os meus direitos reprodutivos e me condenaram à morte". Jenny aprendeu sobre o procedimento do aborto observando "Nick", que mais tarde a treinou como sua enfermeira.
Os abortos continuavam a ter custos proibitivos para as pacientes, principalmente aquelas de baixos rendimentos. Mesmo depois de garantirem a alguns médicos dez pacientes por semana, o custo continuava fixado nos 500 dólares. Membros da Rede organizavam angariações de fundos para ajudar a cobrir os custos do procedimento para aqueles que não conseguiam pagar. Em 1971, contudo, a Rede descobriu que "Nick" não era realmente médico, como dissera ser. Isto causou uma pressão emocional em alguns membros da Rede, que insistiram que usar um fornecedor de abortos com credenciais falsas as tornava iguais áqueles que forneciam "abortos inseguros", e que deviam acabar com a organização. Metade dos membros da Rede foram-se embora depois de descobrirem que as credenciais do médico eram falsas. O médico providenciava até vinte abortos por dia sem complicações graves, apesar de tudo, e alguns membros da Rede aperceberam-se de que "Se ele consegue fazer, então nós também conseguimos". Como Jenny tinha aprendido a fazer o procedimento, foi responsável por ensiná-lo a outros membros. Contudo, continuou a ser uma habilidade limitada, pois apenas quatro membros do grupo foram treinados para realizar abortos cirúrgicos seguros.
A Rede continuou a providenciar abortos seguros, com mais pessoas aptas para realizar o procedimento, o que lhes permitiu baixar o preço de 500-600 dólares para 100. Contudo, aceitavam qualquer montante que a paciente pudesse pagar. A Rede Jane aprendeu como realizar testes de Papanicolau e encontrou um laboratório que os analisava por 4 dólares. A descida do preço fez com que a Rede fosse procurada por mais mulheres de baxios rendimentos e não-caucasianas. Uma mulher afro-americana, Lois, criticou a rede quando a procurou para realizar um aborto, pois as mulheres presentes eram todas caucasianas e de classe média. ela disse, "São vocês os anjos brancos que vão salvar toda a gente e onde estão as mulheres negras?" Lois decidiu juntar-se à Rede para dar apoio e concelhos a mais mulheres afro-americanas. Procurar um aborto podia ser especialmente difícil para mulheres negras, pois alguns nacionalistas negros defendiam que o aborto era um agente de genocídio do seu povo.
As mulheres aprenderam diversos métodos para realizar abortos, tal com o método da cânula para abortos em fases inciais, e o método super coil, utilizado em abortos em estádios mais avançados da gestação, mas o mais utilizado era o método D&C (dilatação e curetagem).

## Problemas legais e dissolução
Houve rumores de que a polícia fez vista grossa às atividades ilegais da Rede, provavelmente porque membros das suas famílias também tinham gravidezes indesejadas e procuravam quem fizesse abortos. Algumas das clientes da Rede eram destas famílias, e até mulheres do Departamento da Polícia. Uma das mulheres que foi treinada para realizar abortos reparou que, "Nem o Departamento da Polícia de Chicago, nem o Chicago Outfit/Máfia nos incomodavam, embora soubessem do nosso trabalho: nós éramos limpas, boas, e fazíamos muito pouco dinheiro para chamar a sua atenção." Pauline Bart reparou que "ao contrário de outros aborcionistas ilegais, Jane não deixava corpos sangrentos em móteis para a polícia encontrar", o que poderia explicar os anos de inação da Polícia de Chicago em relação às atividades ilegais da rede.
Em 1972, duas mulheres Católicas foram à polícia reportar que a cunhada de uma planeava fazer um aborto. Dois polícias dirigiram-se a um dos apartamentos da Rede, no dia 3 de maio, e perguntaram "Onde está o médico?", procurando um profissional do sexo masculino. Sete das mulheres que trabalhavam na Rede Jane foram presas e acusadas de realizar 11 abortos e conspiração para realizar abortos. Ficaram conhecias como "As 7". Enquanto estavam na carrinha da polícia, uma das mulheres retirou um conjunto de cartões da sua mala, que continham a informação das pacientes. Em conjunto, desfizeram os cartões em pedaços e engoliram-nos para proteger a informação das pacientes. Cada mulher enfrentava um máximo de 110 anos na prisão, com cada uma das acusações a valer entre 1 a 10 anos de prisão.
Jeanne Galatzer-Levy, uma das detidas, lembra-se de sentir que a polícia as tratava melhor, às aborcionistas, do que às suas pacientes. Ela afirmou, "... havia pessoas de todo o tipo de classe social e raça envolvidas com a polícia. Eles sentiam-se mais como nós do que com as mulheres que supostamente protegiam de nós, e eles meio que queriam esse relacionamento. Isso foi bizarro, simplesmente bizarro." As 7 foram libertadas sob fiança pouco tempo depois.
As 7 contrataram uma advogada, Jo-Anne Wolfson. Wolfson "queria muito o caso, porque era mulher e achava que uma mulher devia ficar com o caso". A sua estratégia foi de atrasar os procedimentos legais durante o maior tempo possível. Era sabido que o Supremo Tribunal estava a tomar uma decisão sobre o caso Roe v. Wade: uma decisão favorável faria com que fosse mais fácil para Wolfson conseguir fazer com que as acusações fossem rejeitadas e obter um bom acordo judicial. Em 1973, Roe v. Wade foi aceite, o que fez com que muitas restrições em relação ao aborto fossem retiradas. Todas as acusações contra as "As 7" foram retiradas; adicionalmente, não foram acusadas de praticar sem licença médica, em troca de não pedirem de volta os seus instrumentos.
Depois de o aborto ser legalizado, a Rede Jane desmantelou-se. Um médico ofereceu às aborcionistas um trabalho a realizar abortos, mas foi dissuadido pelo seu advogado. Muitos membros ofereceram críticas à decisão de Roe v. Wade, com Laura Kaplan a dizer "escrito empaticamente em termos dos direitos dos médicos, não dos direitos das mulheres". A seu ver, abortos ilegais em que mulheres ajudavam mulheres foi substituído por um regime em que, mais uma vez, os médicos do sexo masculino tinham controlo sob o corpo das mulheres. Linnea Johnson disse, "o que nós fizémos foi mandar as mulheres de volta para o domínio da lei masculina, costume masculino, custódia masculina. Foi uma má ideia antes e continua a ser agora". As mulheres, que estavam exaustas da missão, segundo Kaplan, tiveram uma festa de fim-da-Rede-Jane, depois de as primeiras clínicas de aborto legal abrirem na Primavera de 1973. Seguiram com as suas vidas separadamente. Martha Scott, mais tarde, arranjou emprego num centro de saúde feminina e permaneceu ativista dos direitos das mulheres.

## Legado
Durante os sete anos em que o grupo exisitiu realizaram, aproximadamente, 11.000 abortos. Não houve nenhum relatório que indicasse que exisitiram mortes relacionados com os abortos que realizaram, embora um membro, Martha Scott, se lembre que algumas pacientes tinham que ir às urgências depois dos procedimentos, e outras tiveram de realizar histerectomias. Um  obstetra, que providenciava consultas de seguimento para as pacientes da Rede, afirmou que a sua taxa de segurança era comparável a clínicas legais que operavam em Nova Iorque.
A história da Rede Jane tem sido apelida de de "um apelo motivacional à luta". Haven Coalition, uma organização sem fins lucrativos de Nova Iorque, que ajuda mulheres de fora da cidade a ter acesso a abortos legais na cidade, retira inspiração na Rede Jane para as suas operações. O acesso ao aborto tem vindo a ser cada vez mais restrito: em 2018, mais de 1.100 restrições ao aborto tinham sido promulgadas nos EUA, e o número de clínicas de abortos tinha reduzido em metade desde os anos 1970. Um voluntário da Haven Coalition afirmou, "Existe um esforço para preservar os vestígios daquilo que foi clandestino e que pode voltar a ser", aludindo à possibilidade de o aborto voltar a ser ilegal nos EUA, mais uma vez. A Rede Jane também foi citada como inspiração para um rede americana de mulheres que providenciam acesso a abortos ilegais.
Em 2022, o Supremo Tribunal dos EUA revogou Roe v. Wade na decisão Dobbs v. Jackson Women's Health Organization. O aborto tornou-se ilegal ou muito restritivo em diversos estados, com comentadores a notar que o número de abortos ilegais iria subir como resultado da decisão. A estudante de medicina e investigadora Rainey Horwitz disse que "a Rede Jane exemplificou que os abortos não são processos medicamente complexos, especialmente em 2022, quando muitas pessoas podem optar por tomar medicação para o efeito, eliminando os riscos dos abortos cirúrgicos".

### Representação no cinema
- The Janes, um documentário que estreou no Festival de Cinema Sundance em 2022, e mais tarde disponível na HBO Max, realizado por Tia Lessin e Emma Pildes[24]
- Call Jane, um drama histórico com Elizabeth Banks e Sigourney Weaver. O film estreou no Festival de Cinema Sundance 2022 e foi realizado por Phyllis Nagy[25]
- Jane: An Abortion Service, um documentário de 1995 sobre a Rede Jane[26]
- Ask for Jane, um filme do género drama histórico de 2018 sobre a Rede Jane. Judith Arcana, um dos membros da Rede original é consultora do filme, para além de fazer uma aparição[27][28]
- This Is Jane, drama histórico da Amazon Studios com Michelle Williams está em produção desde maio de 2018[29]
- Looking for Jane, um livro de Heather Marshall, que, apesar de se passar no Canadá, é fortemente inspirado na Rede Jane de Chicago[30]